# レックス・オレンジ・カウンティ
レックス・オレンジ・カウンティ（Rex Orange County、本名: Alexander O'Connor、1998年5月4日 - ）は、イギリス出身のシンガー・ソングライター、インディー・ポップ・ミュージシャン。これまでに『bcos u will never b free』（2016年）、『Apricot Princess』（2017年）、『Pony』（2019年）、『WHO CARES?』（2022年）の4枚のアルバムをリリースしている。

## 生い立ち

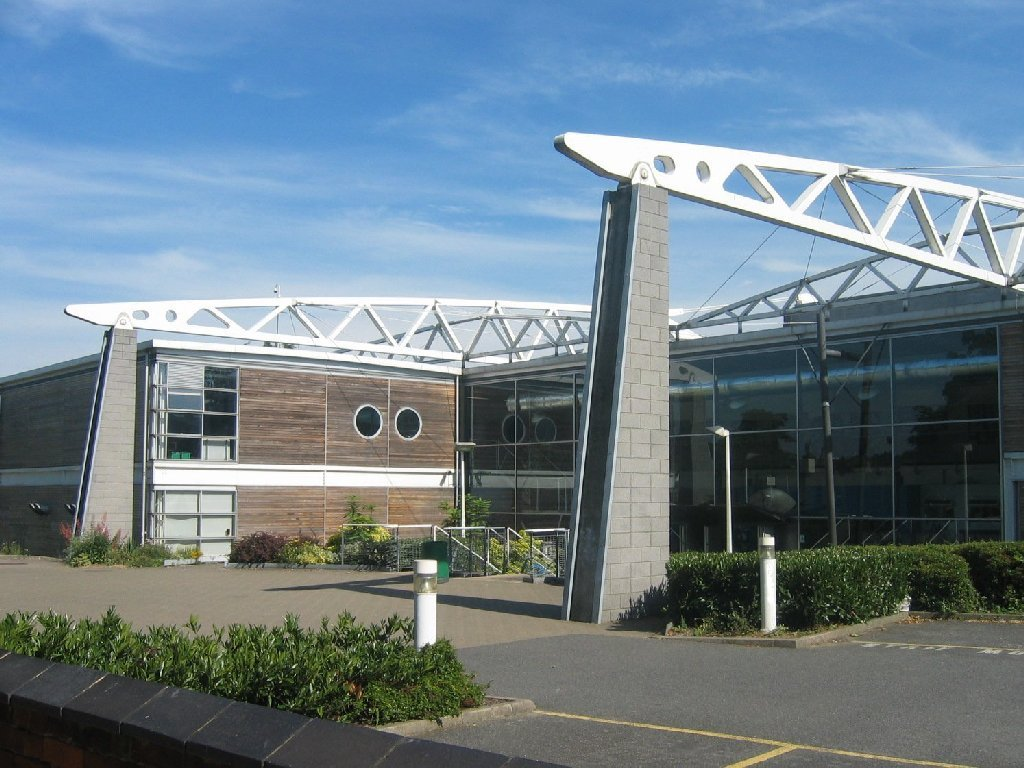
レックス・オレンジ・カウンティが通ったBRITスクール

レックス・オレンジ・カウンティこと、アレクサンダー・オコナーは、イングランドハンプシャーのグレイショットで生まれ育つ。
オコナーは幼い頃から音楽に携わり、5歳の時から母親が働いていた学校の聖歌隊に所属していた。彼はドラマーになり、後にピアノを独学で学ぶ。16歳でギターを手に入れ、Logicを使って自分の音楽を制作し始めた。オコナーはクイーン、ABBA、スティーヴィー・ワンダー、ウィーザーやグリーン・デイといったアメリカのポップ・アーティストの曲を好んで聴いていた。
16歳からBRITスクールに通い、ドラムとパーカッションを学んだ。同じ学年に4人しかドラマーがいなかったため、学校では他の人の様々なプロジェクトに幅広く触れることができ良い経験になった。この在学中に自身の音楽制作を開始している。レックス・オレンジ・カウンティという名前は、苗字のO'Connorにちなんで教師がつけたニックネーム「The OC」に基づいて付けられた。

## 経歴

### 2016年 - 2018年: bcos u will never b free、Apricot Princess
2016年、レックス・オレンジ・カウンティはSoundCloudで最初のスタジオアルバム『bcos u will never b free』を自主リリースする。この作品がミュージシャンのTwo Inch Punchの目に留まり、一緒に楽曲を制作するようになる。2人は「UNO」「Best Friend」「Sunflower」「Untitled」を制作し立て続けにシングルを発表する。これらのシングル群はタイラー・ザ・クリエイターの目に留まり、タイラーのアルバム制作のためにレックス・オレンジ・カウンティはロサンゼルスに招聘された。
2017年には2作目のアルバム『Apricot Princess』（アプリコット・プリンセス）を自主リリースする。このリリースから3ヶ月後、レックス・オレンジ・カウンティはタイラー・ザ・クリエイターのアルバム『Flower Boy』にフィーチャーされ、楽曲「Boredom」と「Foreword」にソングライティングとヴォーカルで参加した。2017年はこの他にシングル「Edition」と、オランダ人アーティストのベニー・シングスとのコラボレーション楽曲「Loving Is Easy」がリリースされた。
2018年1月、レックス・オレンジ・カウンティはBBCがその年の期待の新人を発表するSound of 2018で第2位に選ばれる。4月16日、テレビデビューとなるザ・トゥナイト・ショー・スターリング・ジミー・ファロンに出演し、「Loving Is Easy」を披露した。5月31日、ランディ・ニューマンと共演し「You've Got a Friend in Me」のカヴァーをリリースする。

### 2019年 - 現在: Pony

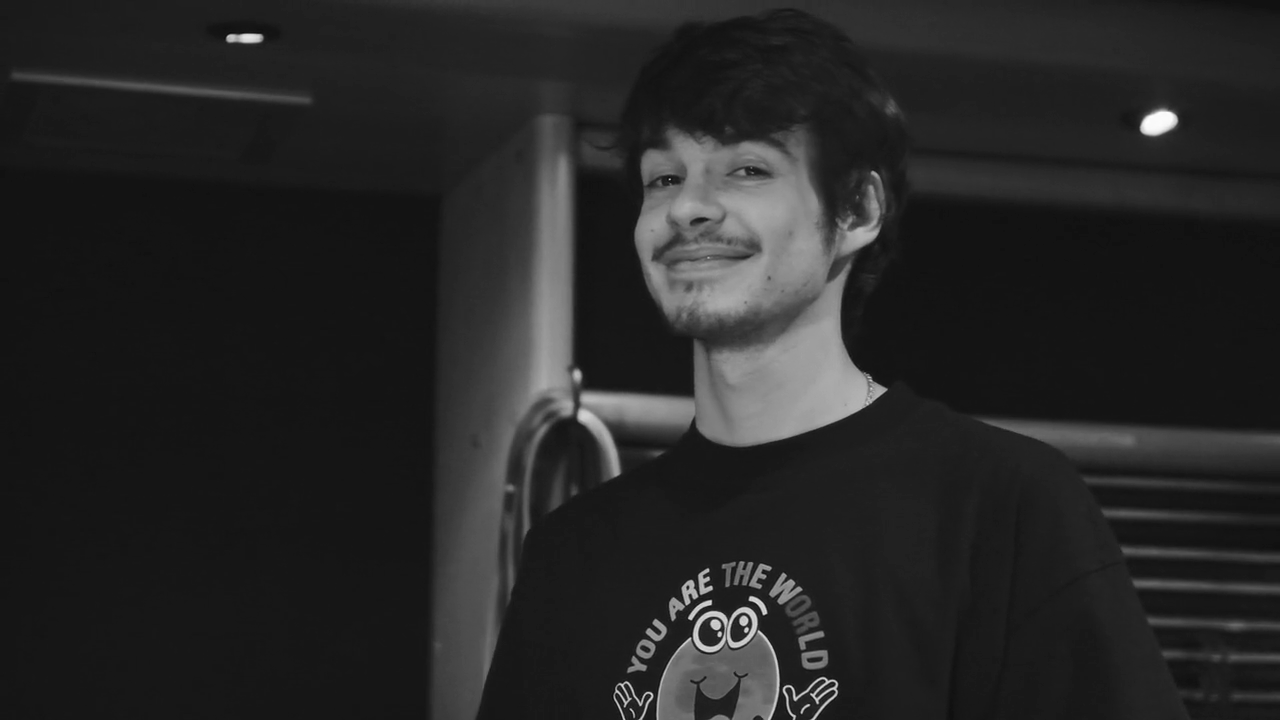
『PONY』製作中のRex Orange County（2019年）

2019年2月14日、シングル「New House」を自主リリースする。この後、レックス・オレンジ・カウンティはメジャーレーベルのソニー・ミュージックと契約する。9月から10月にかけてニューアルバムのリードシングル「10/10」「Pluto Projector」「Face to Face」を立て続けにリリースする。10月25日、メジャーデビューとなる3作目のアルバム『Pony』（ポニー）がリリースされ、全米3位、全英5位を記録する。
アルバムは評論家から概ね高い評価を受け、DIY誌のElly Watsonは「心が痛むと同時に希望に満ちている」と評した。American SongwriterのLuke Levensonは「前作以上に洗練された彼のユニークでポップなプロソディとプロダクションのスキルは、キャッチーなポップ・ミュージックの重厚さと、成長しつつあるインディー・サブジャンルの創意工夫をもって、彼のサウンドが新たな創造的な高みへと進歩し続けることを予言している。」と評価した。音楽メディアが発表する年間ベストアルバムのランキングではClashが33位に、Complexが37位に、NMEが48位に選出した。

### 性的暴行疑惑
2022年6月1日に2回、翌日も4度にわたり女性に性的暴力を振るった容疑で同年10月起訴され、オコナーは無罪を主張した。7月には「予想外の私的状況のため」、9月と11月に予定されていたオーストラリア、ニュージーランド、ヨーロッパのツアーキャンセルを発表していた。

## ディスコグラフィ

### スタジオアルバム
- bcos u will never b free (2016年)
- Apricot Princess (2017年)
- Pony (2019年)
- WHO CARES? (2022年)

## 来日公演
- 2018年
  - 8月18日、大阪 舞洲SONIC PARK - SUMMER SONIC OSAKA
  - 8月19日、千葉 幕張メッセ - SUMMER SONIC TOKYO